# リチャード・パール

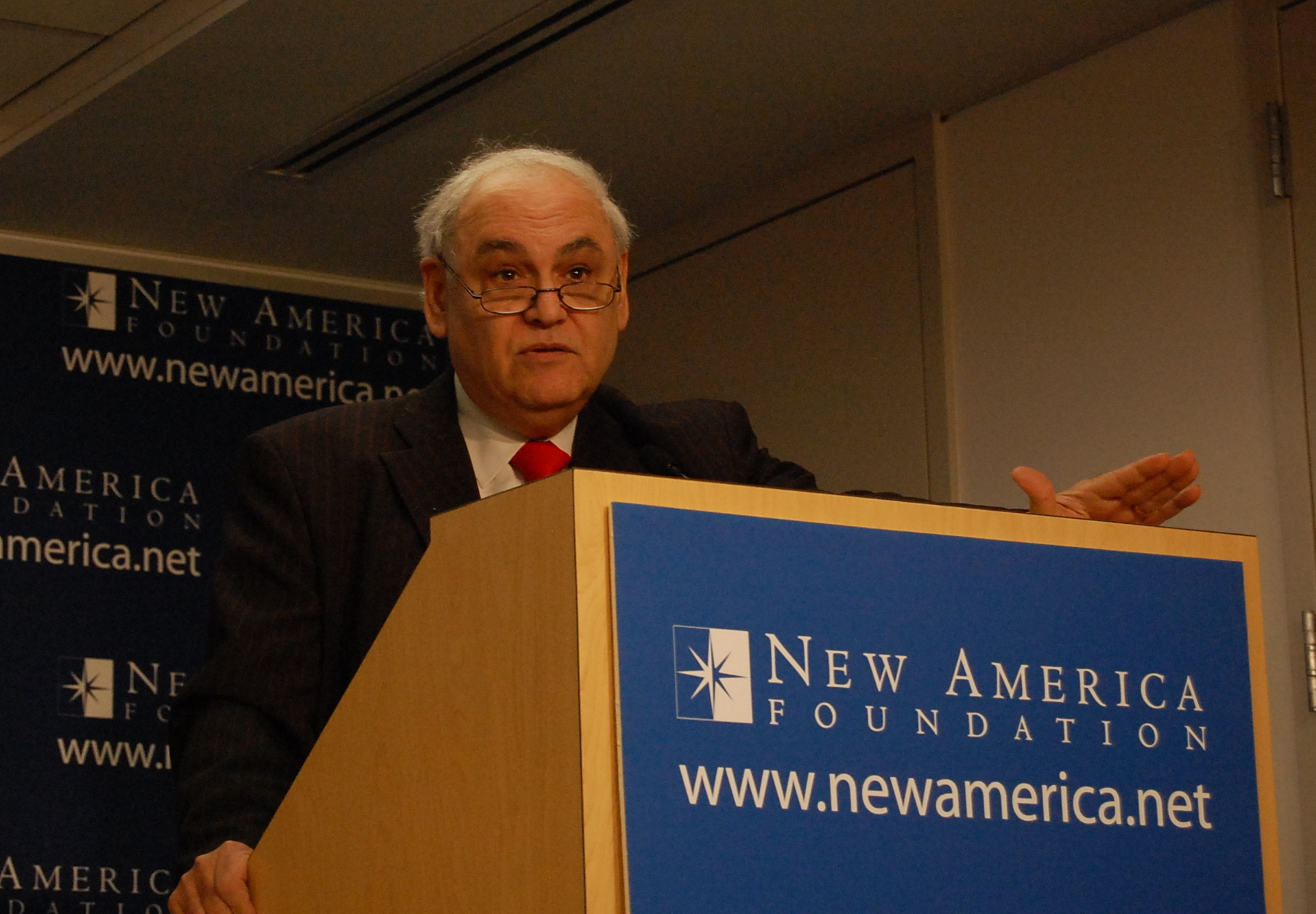

リチャード・ノーマン・パール (Richard Norman Perle, 1941年9月16日 - ) は、ニューヨーク州出身のユダヤ系アメリカ人。米国のネオコン政治家、ロビイスト。政敵からThe Prince of Darkness（暗黒の君）の二つ名を奉られている。民主党員でもあり、現在はマルセイユ在住。1974年のジャクソン・バーニック法起草者である。

## 経歴・思想
ニューヨーク州・ニューヨーク市に生まれロサンゼルスで育ち、南カリフォルニア大学より英文学の学士号を1964年に修得。ロンドン・スクール・オブ・エコノミクスに留学し、プリンストン大学から政治学の修士号を1967年に修得する。 
元は民主党支持者（現在でも党員ではある）であり、1969年から1980年までは師のアルバート・ウォルステッター（その娘ジョアンとは10代の頃に恋人同士であった）を通じて知己を得た民主党対ソ強硬派のヘンリー・M・ジャクソン上院議員の補佐官を務めていた。レーガン政権で国防次官補を務め、1987年から2004年まで国防総省の諮問機関である国防政策委員会のメンバーであった。
2001年から2003年までブッシュ政権下で国防政策委員会委員長であったが、イラク戦争中に死の商人のアドナン・カショーギとの癒着が発覚。道義的責任をとる形でパールは同委員長を辞任した。
アメリカ新世紀プロジェクト (PNAC) のメンバーであり、ブッシュ政権の思想基盤の提供者とされた。イスラエルで相当な時間を過ごしており、保守的なリクードの支持者と見られており、ベンヤミン・ネタニヤフが最初に首相を務めた際には補佐官を務めていた。ポール・ウォルフォウィッツと共にイラク戦争の急先鋒でもあり、サッダーム・フセイン政権を数か月で破ることが出来ると主張した。サッダーム追放後の首班としてアフマド・チャラビーを考えていた。フセイン政権それ自体の打倒は1か月もたたないうちに成功裏に終わる。同戦争に関しては肯定的な立場を崩さない一方、大量破壊兵器情報の誤りや、フセイン政権崩壊時に十分な兵力増強を行わなかったことなど一定の責任に言及している。北朝鮮の核の脅威に対してはバビロン作戦を参考に、寧辺等の核施設への限定空爆に言及している。

## 渾名について
パールは前記の通りThe Prince of Darkness（暗黒の君）という渾名で恐れられている。このThe Prince of Darknessとはイエス・キリストの尊称の一つThe Prince of Peace（平安の君）の対語で悪魔王サタンの別名である。要するにパールを悪魔王サタン扱いしてるわけである。